# Гранд-отель (фильм)
«Гранд-отель» (англ. Grand Hotel) — классический американский драматический фильм 1932 года, снятый режиссёром Эдмундом Гулдингом в стиле ар-деко. Основан на романе австрийской писательницы Вики Баум «Люди в отеле» (нем. Menschen im Hotel, 1929), адаптированный Уильямом Дрейком и Белой Балаж. Премьера состоялась 12 апреля 1932.
Лауреат премии «Оскар» за лучший фильм года. В 2007 году Библиотекой Конгресса включён в Национальный реестр фильмов США.

## Сюжет
Фильм рассказывает о нескольких днях жизни берлинского «Гранд-отеля». Фраза одного из постояльцев отеля доктора Оттерншлага начинает и заканчивает картину: «Люди приходят. Люди уходят. Ничего не меняется».
В сюжете переплетено несколько линий. Барон Гайгерн — вор-аристократ, которому срочно нужны деньги — он проигрался в карты. Русская прима-балерина Грушинская на излёте карьеры. Барон решил проникнуть в номер балерины и украсть её драгоценности.
Отто Крингеляйн, друг барона, скромный бухгалтер, у которого врачи обнаружили смертельную болезнь. Отто собрался прожить последние дни своей жизни, прокутив сбережения в роскоши столичного отеля. 
Бывший работодатель Отто, богатый промышленник Прайсинг, прибыл в отель для заключения важной сделки. Прайсинг нанял мисс Флеммхен на должность стенографистки. Она видит себя будущей актрисой и пытается соблазнить Прайсинга в обмен на помощь в артистической карьере.

## В ролях
- Лайонел Берримор — Отто Крингеляйн
- Уоллес Бири — Прейсинг
- Джон Берримор — барон Феликс фон Гайгерн
- Джоан Кроуфорд — мисс Флеммхен
- Грета Гарбо — балерина Грушинская
- Льюис Стоун — доктор Оттерншлаг
- Джин Хершолт — портье Сенф
- Фердинанд Готтшалк — Пименов
- Талли Маршалл  — Герстенкорн
- Рафаэла Оттиано — Сюзетта